# Kateřina Šafaříková
Kateřina Šafaříková (* 28. listopadu 1975) je česká novinářka, zaměřující se na českou zahraniční politiku, evropská a společenská témata. V letech 2016 až 2024 psala pro týdeník Respekt, od roku 2024 působí ve zpravodajské redakci Seznam Zpráv a moderuje podcast 5:59.

## Život
Absolvovala Fakultu sociálních věd Univerzity Karlovy v Praze, později studovala také v Paříži. Zpočátku občasně přispívala do časopisu Babylon, v období let 2000 až 2004 pracovala v týdeníku Respekt, v letech 2004–2009 byla zpravodajkou Lidových novin v Bruselu. Od roku 2009 znovu psala pro Respekt, v roce 2012 začala spolupracovat s Českou televizí a od roku 2016 opětovně pracovala v Respektu.
Za rok 2016 obdržela Cenu Karla Havlíčka Borovského; porota ocenila kvalitu jejích článků o zahraniční politice, konkrétně „psaní překračující hranice v Evropě a udržující v napětí tuzemský diplomatický sbor“.
V roce 2020 se stala bruselskou zpravodajkou vydavatelství Economia s úkolem přispívat kromě Respektu i do dalších titulů z portfolia Economie – Hospodářských novin a serveru Aktuálně.cz. V srpnu 2024 přešla do redakce Seznam Zpráv. Od září 2024 dočasně nahradila Lenku Kabrhelovou, která ohlásila pauzu a odchod na mateřskou dovolenou, na pozici moderátorky podcastu 5:59.